# Mesnerhaus (Neckargartach)

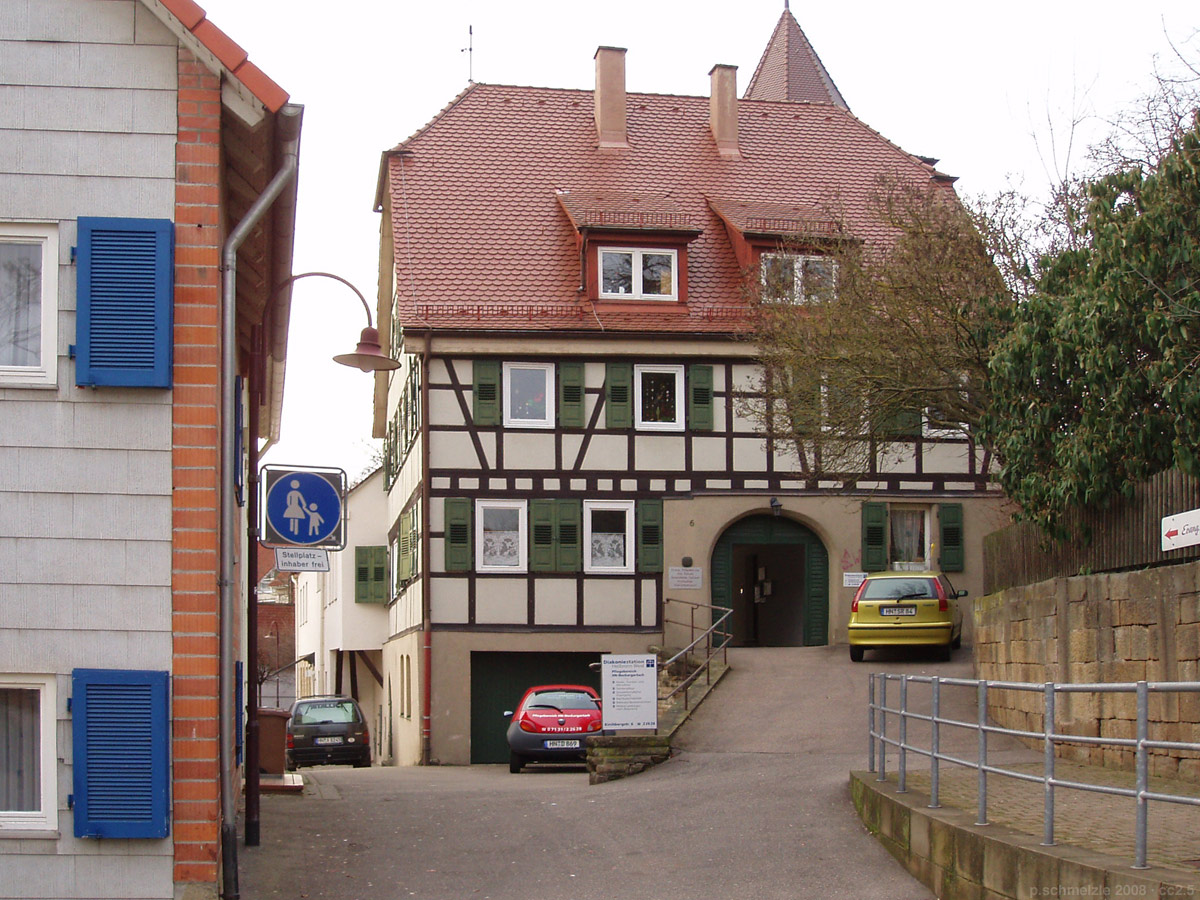
Mesnerhaus

Das  Mesnerhaus ist ein privater Profanbau. Es befindet sich an der Kirchbergstraße 6 im Heilbronner Stadtteil Neckargartach. Das denkmalgeschützte Gebäude gilt als Kulturdenkmal.

## Beschreibung
Der zweigeschossige Fachwerkbau mit hohem Untergeschoss wurde auf der Stelle des früheren Schulhauses errichtet. Das Schulhaus selbst war ursprünglich der Torturm der mittelalterlichen Befestigung der zur Wehrkirche ausgebildeten benachbarten Peterskirche. Es war ein altes zweigeschossiges Schulhaus mit Walmdach und war Ende des 18. Jahrhunderts bzw. Anfang des 19. Jahrhunderts als erstes selbstständiges Schulhaus errichtet worden. Noch heute befindet sich im Mesnerhaus ein großes Tor mit Durchfahrt im Erdgeschoss. Der Mesnerhof verfügte über die Zehntrechte, die einst der Schulmeister innehatte.